# Université des sciences et technologies Kwame-Nkrumah
L'université des sciences et technologies Kwame-Nkrumah (en anglais : Kwame Nkrumah University of Science and Technology) est une université publique située à Kumasi, au Ghana.

## Historique
Fondée en 1952, l'université porte, depuis 1961, le nom de Kwame Nkrumah, le premier président du Ghana.

## Personnalités liées à l'université

### Enseignants
- Francis Allotey, mathématicien physicien.
- Aba Andam, physicienne des particules.
- Letitia Obeng, zoologue.
- Priscilla Kolibea Mante, neuropharmacologue.

### Étudiants
Parmi les anciens étudiants devenus des personnalités politiques peuvent être cités l'ex-secrétaire général de l'ONU et lauréat du prix Nobel de la paix Kofi Annan, le vice-président du Ghana entre 2001 et 2008 Aliu Mahama, l'ancienne Première dame du Ghana Nana Konadu Agyeman Rawlings et candidate à l'élection présidentielle en 2016.
Il faut mentionner également la scientifique Priscilla Kolibea Mante (enseignante également dans cette université), les femmes politiques Gifty Twum Ampofo et Della Sowah ou encore la romancière Amma Darko.
L'artiste El Anatsui y a étudié les beaux-arts et s'est spécialisé en sculpture.